# Berigo

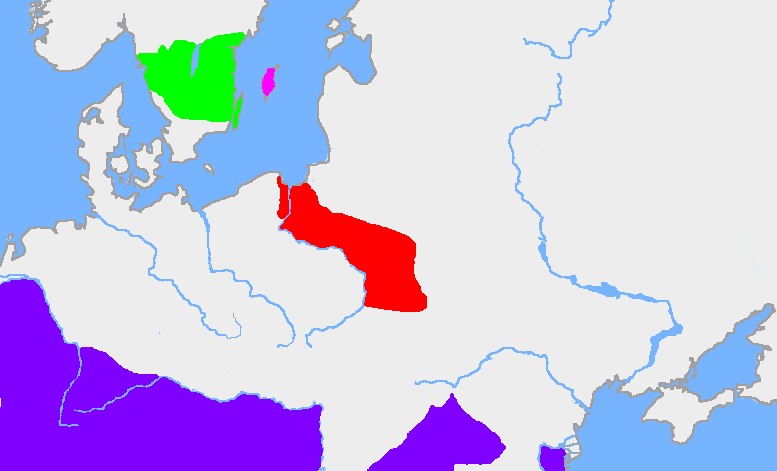
Cultura de Vilemberga (vermelho) em princípios do século III. Sua área é costumeiramente identificada como a Gotiscandza de Jordanes

Berigo, Berico ou, conforme aparece em De origine actibusque Getarum, de Jordanes (c. 551), Berig  foi um lendário rei dos godos.

## Vida
Segundo o relato, liderou seu povo em três navios de Escandza (Escandinávia) para Gotiscandza (bacia do Vístula). Eles assentaram-se e então atacaram os rúgios, que viviam na costa, expulsando-os de seus domínios; depois, derrotariam seus novos vizinhos, os vândalos. A arqueologia, no entanto, contradiz esse relato ao demonstrar que a transição da Cultura de Oksywie à de Vilemberga foi pacífica e sua cronologia coincide com o aparecimento de nova população de origem escandinava em áreas antes inabitadas ("terras de ninguém") entre as zonas das culturas de Oksywie e de Przeworsk.
O arcebispo sueco do século XVI de Upsália, João Magno, em sua história dos suecos e godos, foi o primeiro a publicar uma canção conhecida como "Balada de Érico", sobre um antigo rei gótico chamado Érico, que mantêm algumas similaridades com Berigo. Originalmente pensou-se que a obra continha registro autêntico da tradição oral sobre o rei, mas é agora reconhecida como falsa.

## Nome e família
Segundo alguns autores, seu nome tem como raiz o gótico Bairika (Pequeno urso). O historiador dinamarquês Arne Søby, por outro lado, propôs que Cassiodoro, autor do texto em que Jordanes baseou sua obra, inventou-o, com inspiração no nome Berico/Verica (em grego: Βέρικος; romaniz.: Bérikos). Segundo Herwig Wolfram, talvez os dois reis mencionados após Berigo na Gética, Gadarico, o Grande e Filímero, sejam seus parentes.